# Keikogi
Keikogi (jap. 稽古着) lub dōgi (道着) – ubranie treningowe, składające się z bluzy i spodni, stosowane w większości japońskich sportów walki. 

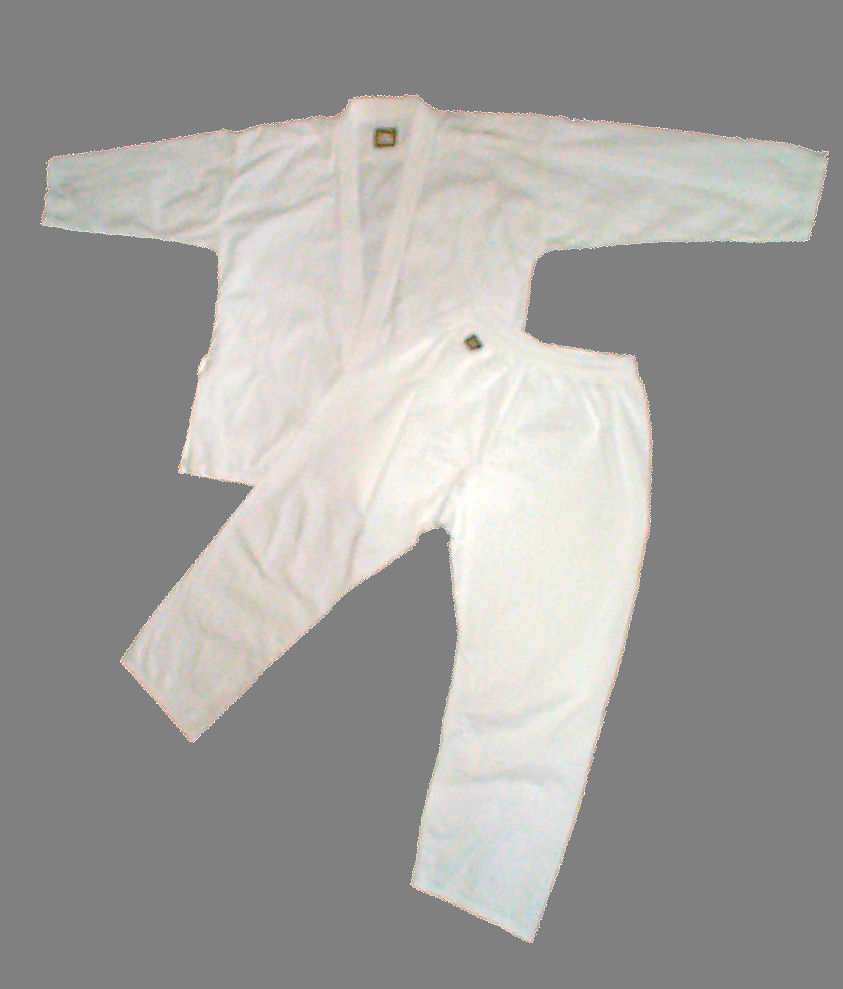
Keikogi

Wykonane jest tradycyjnie z gęsto plecionej bawełny, chociaż zdarzają się wykonane z mocnego dżinsu. Dostępne jest w różnych kolorach, ale na ważniejsze okazje z reguły zakłada się białe. Keikogi sięga mniej więcej do połowy uda, nosi się je na spodnie i po założeniu lewą połą na prawą przewiązuje się obi i niekiedy zakłada hakamę.